# Fire/Water (Prison Break)
| "Fire/Water"       | "Fire/Water"             |
| ------------------ | ------------------------ |
| Capítulo #         | Temporada 3, Capítulo 2  |
| Guion              | Matt Olmstead            |
| Director           | Bobby Roth               |
| Emisión en USA     | 24 de septiembre de 2007 |
| Cronología         |                          |
| Capítulo anterior  | Orientación              |
| Capítulo siguiente | Call Waiting             |

"Fire/Water" es el segundo capítulo de la tercera temporada de la serie Prison Break, el cual salió al aire el 24 de septiembre de 2007, a través de FOX, en los Estados Unidos.

## Resumen
Michael (Wentworth Miller) comienza a buscar pistas acerca de Whistler. Habla con Bellick (Wade Williams) sobre la nota que dejó en sus bolsillos en la lucha de la vez pasada, y averigua dónde se esconde Whistler. Baja al sótano, donde logra encontrar y comunicarse con Whistler (Chris Vance), el supuesto asesino del hijo del alcalde la ciudad de Panamá, quien se esconde en las alcantarillas pues el alcalde ofreció la libertad a cualquier preso que lo encuentre y asesine. Mientras, uno de los presos que sirven a Lechero (Robert Wisdom) sostiene una pelea con otro, provocando el derrame del único barril con agua que tenían los presos para abastecerse en los próximos días.
Lincoln (Dominic Purcell) se encuentra con Susan B. Anthony (Jodi Lyn O'Keefe), una agente que trabaja para "La Compañía" y a la cual ahora Lincoln deberá presentar diariamente el progreso del plan de escape de Michael con Whistler. Michael le entrega a Lincoln la nota que dejó Bellick en su bolsillo, y le dice que averigüe qué significa. 
En la ciudad, Sucre (Amaury Nolasco) compra un arma, antes de visitar a Bellick en Sona y lo amenaza de muerte para que revele el paradero de Maricruz. Bellick le confiesa que él nunca secuestró a Maricruz, sino que por el contrario la obligó a huir con su tía. Sucre decide regresar a Chicago para estar cerca de Maricruz, pero se encuentra con Lincoln en la ciudad y él le aconseja que no busque a Maricruz, porque todavía está siendo buscado allí. Sucre le dice que él sólo desea estar con Maricruz y toma un autobús, pero al final se encuentra con dos policías panameños, así que decide llamarla y decirle que no va a regresar pronto.
Bellick comienza a preguntarse por qué Michael quería encontrar a ese hombre de las alcantarillas. Se encuentra con T-Bag (Robert Knepper)  y le dice que tiene buena información, le cuenta que Whistler se esconde entre los muros de la prisión y enseguida va con Lechero a confesarle el secreto, a cambio de comida y ropa. Mahone (William Fitchner) se entera de que en Sona están buscando a Whistler y lo que puede obtener a cambio, y siente curiosidad al ver a Michael saliendo del sótano de la cárcel. Mahone baja, encuentra a Whistler y lo captura. Michael ve que algunos de los presos se dirigen al sótano y luego ve a Bellick comiendo y con ropa puesta, y deduce que Bellick les contó a los demás del escondite de Whistler.
Mahone se enfrenta a Michael y otros de los presos en el sótano, amenazándolos con un hierro. Michael le propone un trato a Mahone, pero él no acepta. Michael preocupado habla con Lechero para hacer un trato, pero T-Bag le dice que él no es una persona de confiar. Michael tiene que arreglárselas por sí mismo para salvar a Whistler y realiza un plan. Viendo que los presos están a punto de formar una rebelión en contra de Lechero por la carencia de agua, genera un cortocircuíto quemando bolsas plásticas y alcohol, para crear un explosivo que permita estallar las tuberías de agua de la cárcel. Cuando la explosión detona la plomería se rompe, permitiendo a los presos tener el agua que necesitan. A cambio de la ayuda de Michael, Lechero permite a Whistler seguir en la población general de Sona y le niega a Mahone el juicio para liberarlo de sus cargos.
Lincoln intenta averiguar qué significaba la nota que le dio Michael, y se da cuenta de que se refiere a un banco panameño. En el Banco de Versalles se encuentra con Sofía (Danay Garcia), novia de Whistler, quien retira del banco una caja de seguridad. Cuando Sofía sale del banco, Lincoln se enfrenta a ella y le quita una guía y le da un mensaje para liberar a Whistler. La Compañía va tras Lincoln, observan que él estuvo persiguiendo a Sofia y que le quitó algún objeto. Cuando Lincoln se reúne con Susan B. ella le exige el objeto que le quitó a la novia de Whistler y le ordena a que no se le acerque más. Lincoln le entrega el libro, pero uno falso.
El episodio culmina cuando Whistler le agradece a Michael, por haberlo salvado y le pregunta cómo escaparán, a lo que Michael le responde que no tiene idea.

## Audiencia
Este capítulo mantuvo casi el mismo promedio en recepción de televidentes que el episodio anterior, pero tuvo una leve recaída, con un promedio de 7.28 millones de televidentes, una de las más bajas en la historia de la serie. 
- Datos: Q1329331